# Laurent Ugo
Laurent Ugo (født 7. juni 1973) er en fransk fodbolddommer, som dømmer i den franske liga. Han blev FIFA-dommer i 2009, og dømmer som linjedommer. Han har dømt et VM i fodbold, i 2010 hvor han var linjedommer for Stéphane Lannoy fra Frankrig.